# Vouéboufla
 Vouéboufla è una città e sottoprefettura della Costa d'Avorio appartenente al dipartimento di Zuénoula. Conta una popolazione di 20 454 abitanti (censimento 2014).